# Zábol
Zábol (perzsa nyelven: زابل) város Délkelet-Iránban, a Szisztán és Beludzsisztán tartományban, Afganisztán határán. A hasonló nevű megye székhelye. Az 1920-as évek végéig Szisztánnak nevezték, a várost Reza Pahlavi iráni sah nevezte át Zábolnak, felélesztve a középkori nevet. A 2006-os népszámláláskor lakossága 130.642 fo volt, 27.867 családban.

## Fekvése
Zábol Afganisztán határán, az időszakos Hámun-tó közelében található, a Hirmand folyó által öntözött régióban fekvő település.

## Éghajlata
A környék éghajlatának jellemzője: nyáron a +50 C fokot is eléri, télen viszont gyakran mínusz 20 fok alá süllyed a hőmérséklet.
Zábol területén jól ismert a „120 napos szél”, az északról dél felé fújó tartós porvihar. A közeli Hámun-tó vizes élőhely 2000-es években történt eltűnése súlyosbította a záboli porhelyzetet.

## Leírása

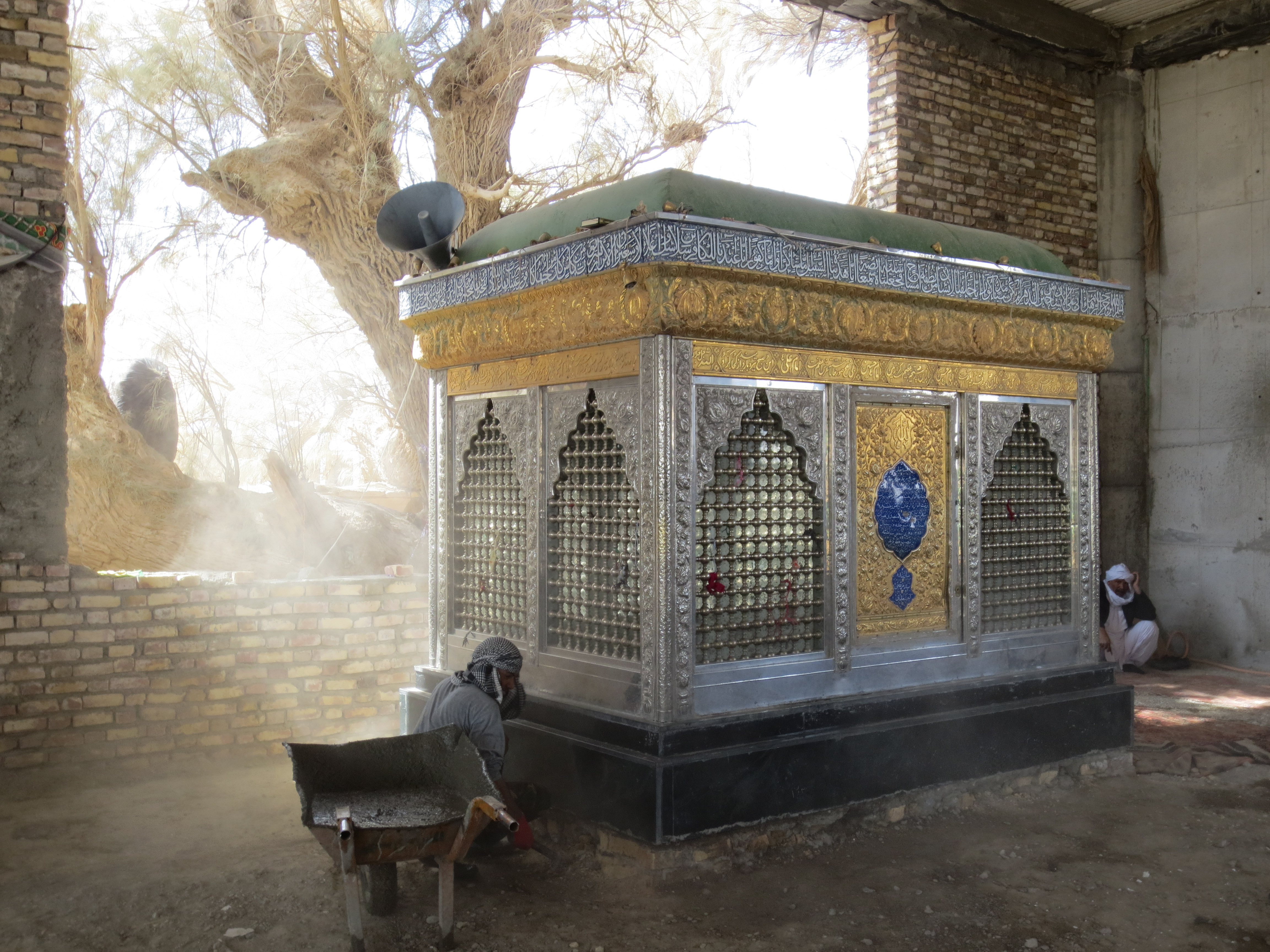

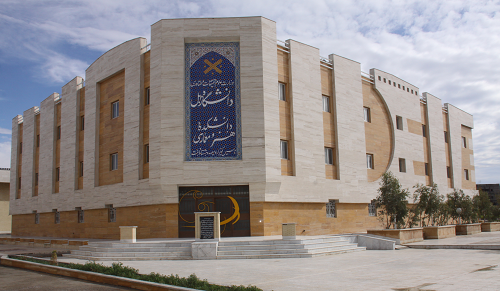
Az egyetem épülete Zábolban

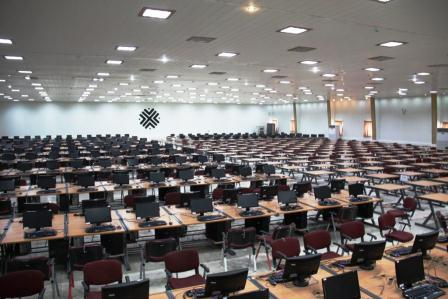

Zábol lakosai a perzsa nyelv egyik változatát beszélik, ami Szisztáni vagy Seistani néven ismert, amely nagyon hasonlít a Dari, más néven afgán perzsa és Baluchok egy kisebbségének nyelvére a Baluchira, amely egy délkelet-iráni nyelv.
A város legnagyobb egyetemei a Záboli Egyetem, valamint a Záboli Orvostudományi Egyetem. Zábolban regionális repülőtér is van.
A településen vezet át a Zarandzsba vivő, az afgán határ mentén futó összekötő út. A Deláram és Zarandzs közti autópálya pedig közúti összeköttetést biztosít Afganisztánnal. Zábol így az Afganisztánt az Arab-tengerrel és a Perzsa-öbölrel Csábahár kikötőjén keresztül összekötő útvonal fontos állomása.
A közeli Hámun-tó időszakos, gyakran kiszárad.

## Története
Szisztán – középkori nevén Szidzsisztán – történelme hosszú évezredekre nyúlik vissza. A középkorban Szisztán keleti részét nevezték Zábolesztánnak (régi ejtéssel Zábulisztán), ami tehát afganisztáni területeket jelölt. A mai Zábol a történeti tartomány nyugati peremvidékén helyezkedett el. A szélsőséges éghajlat nagyban akadályozza a régészeti feltárásokat.

## Galéria

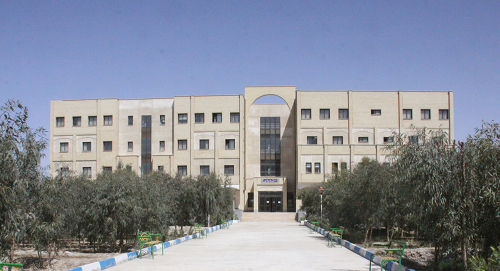
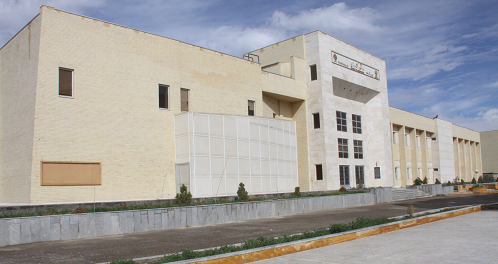
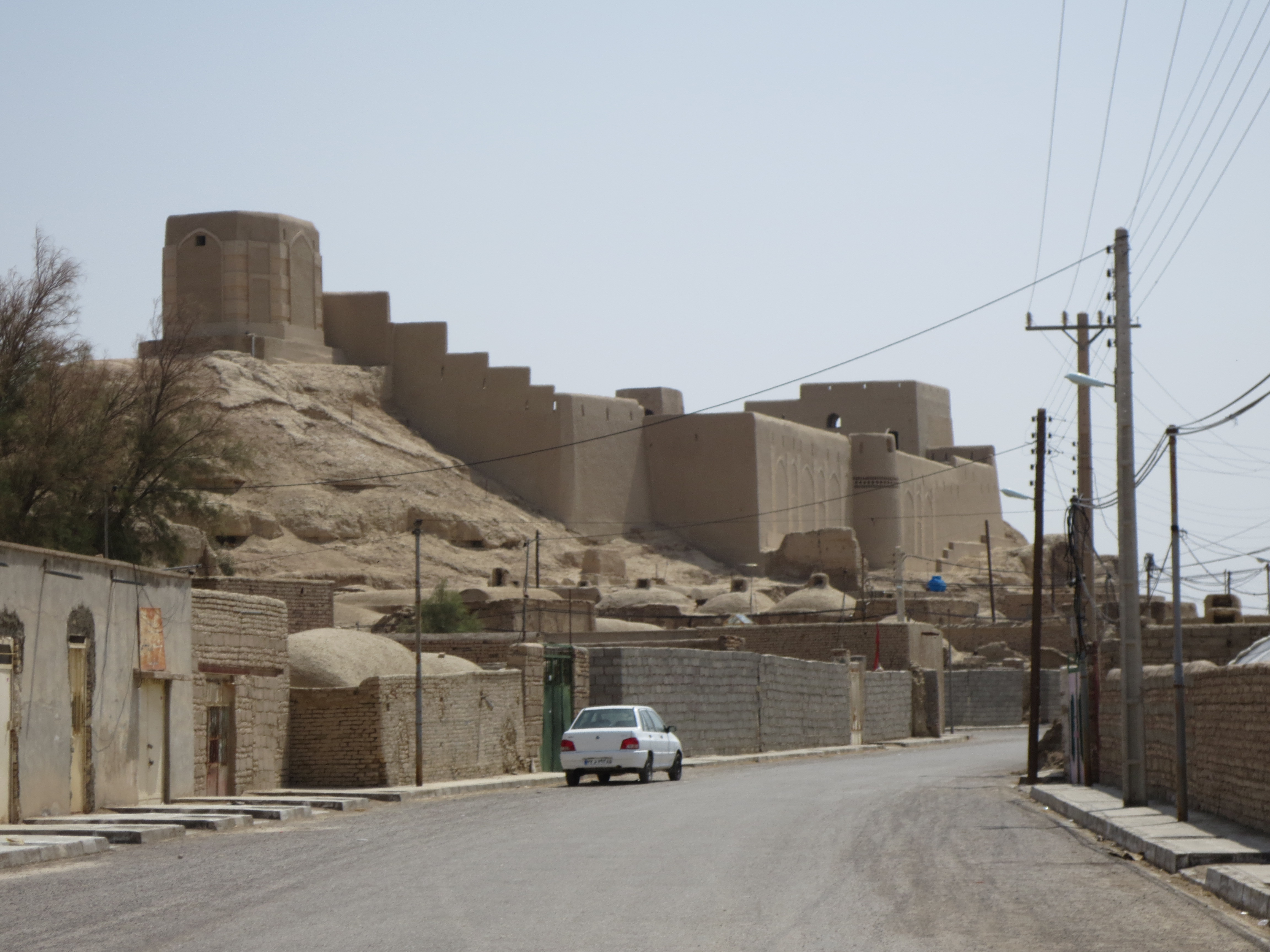
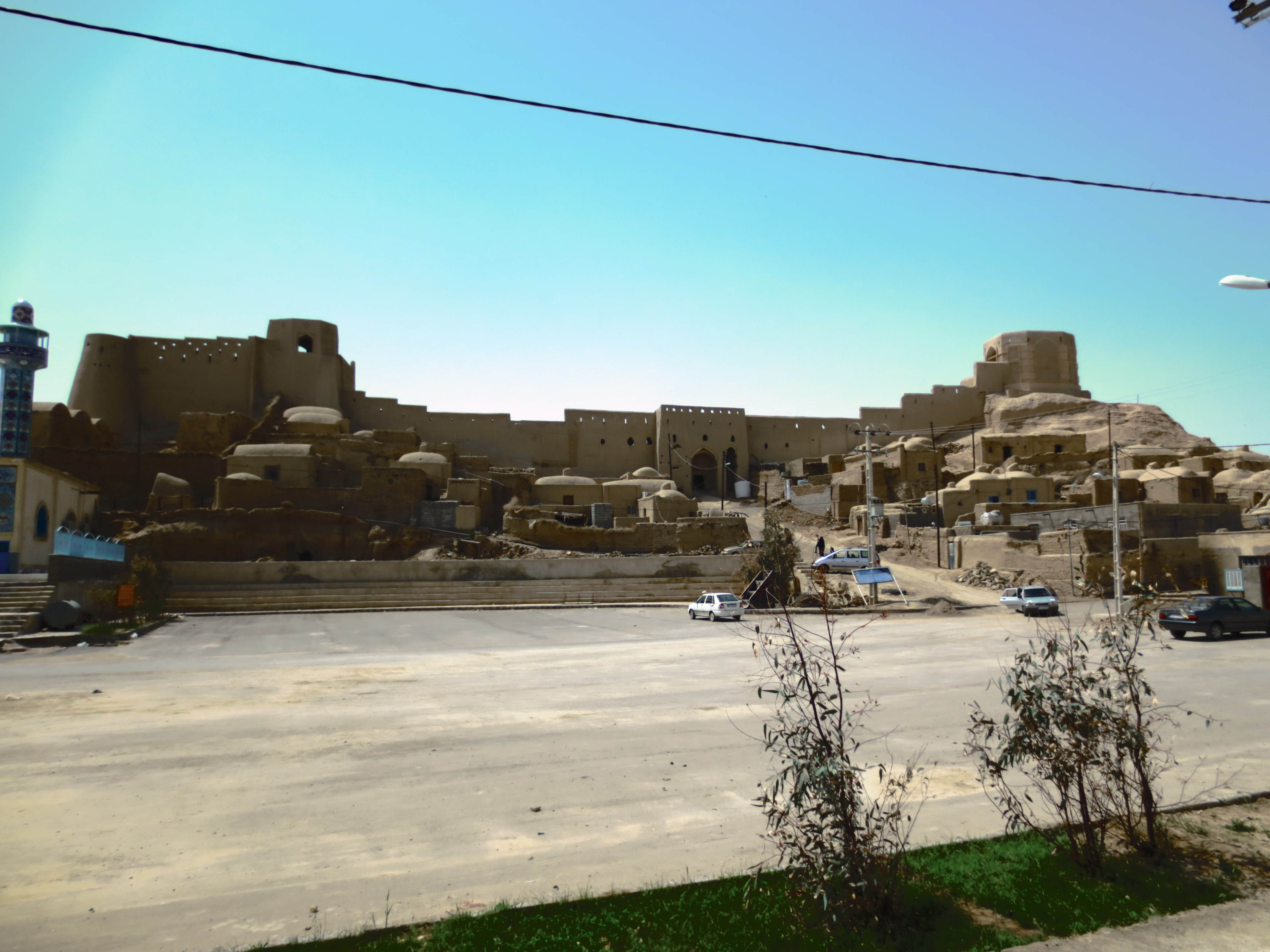
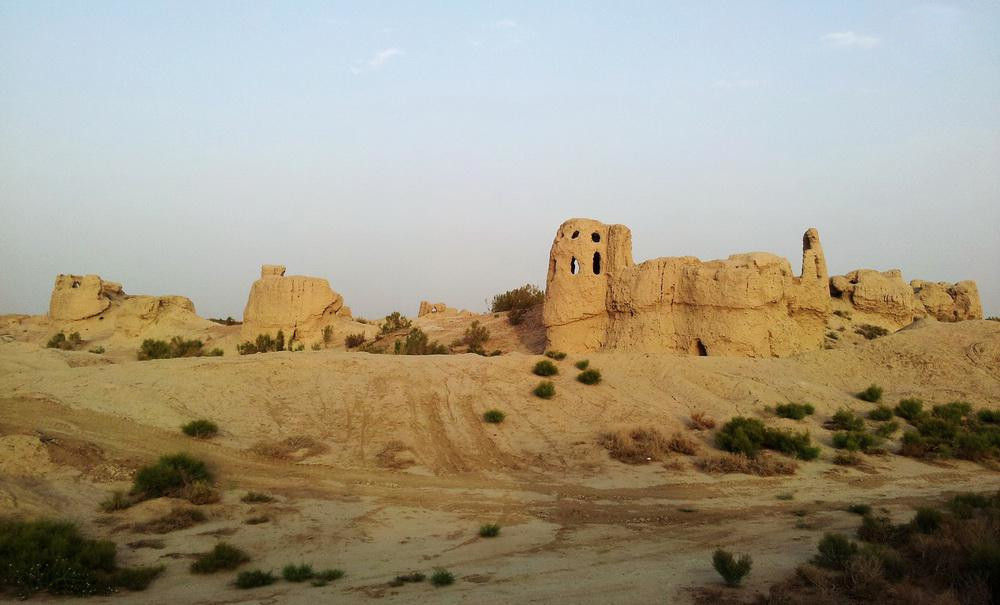
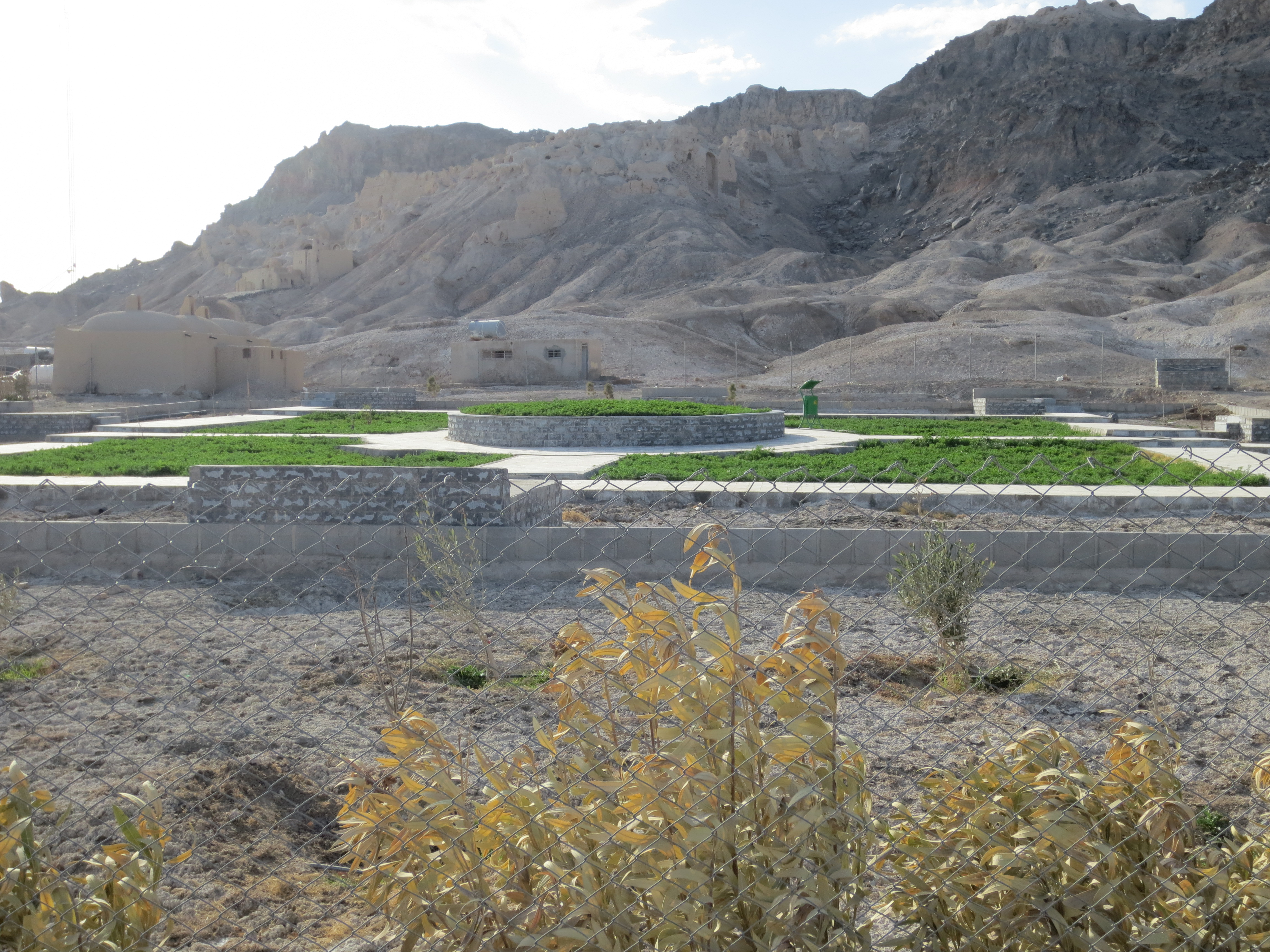
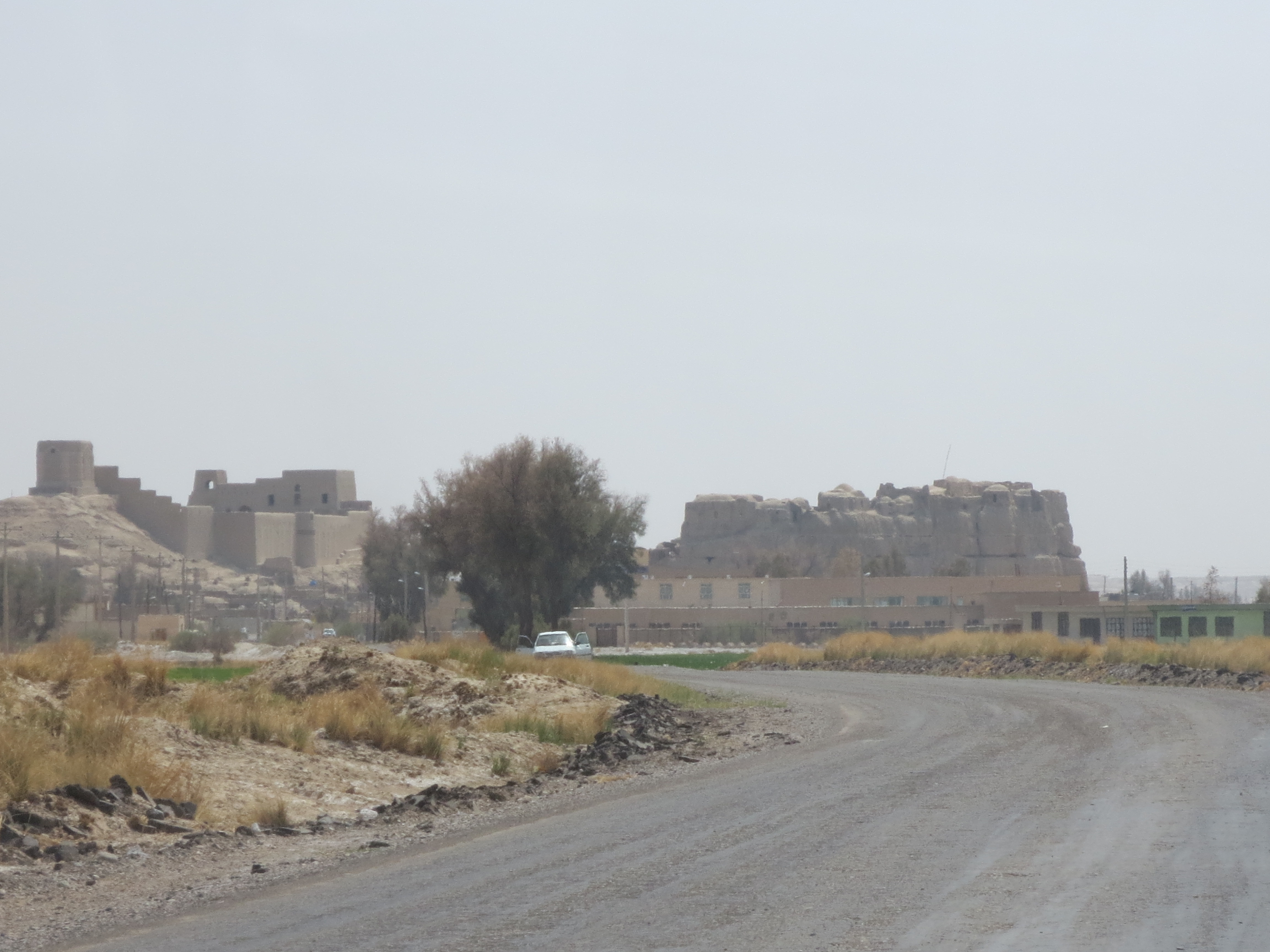
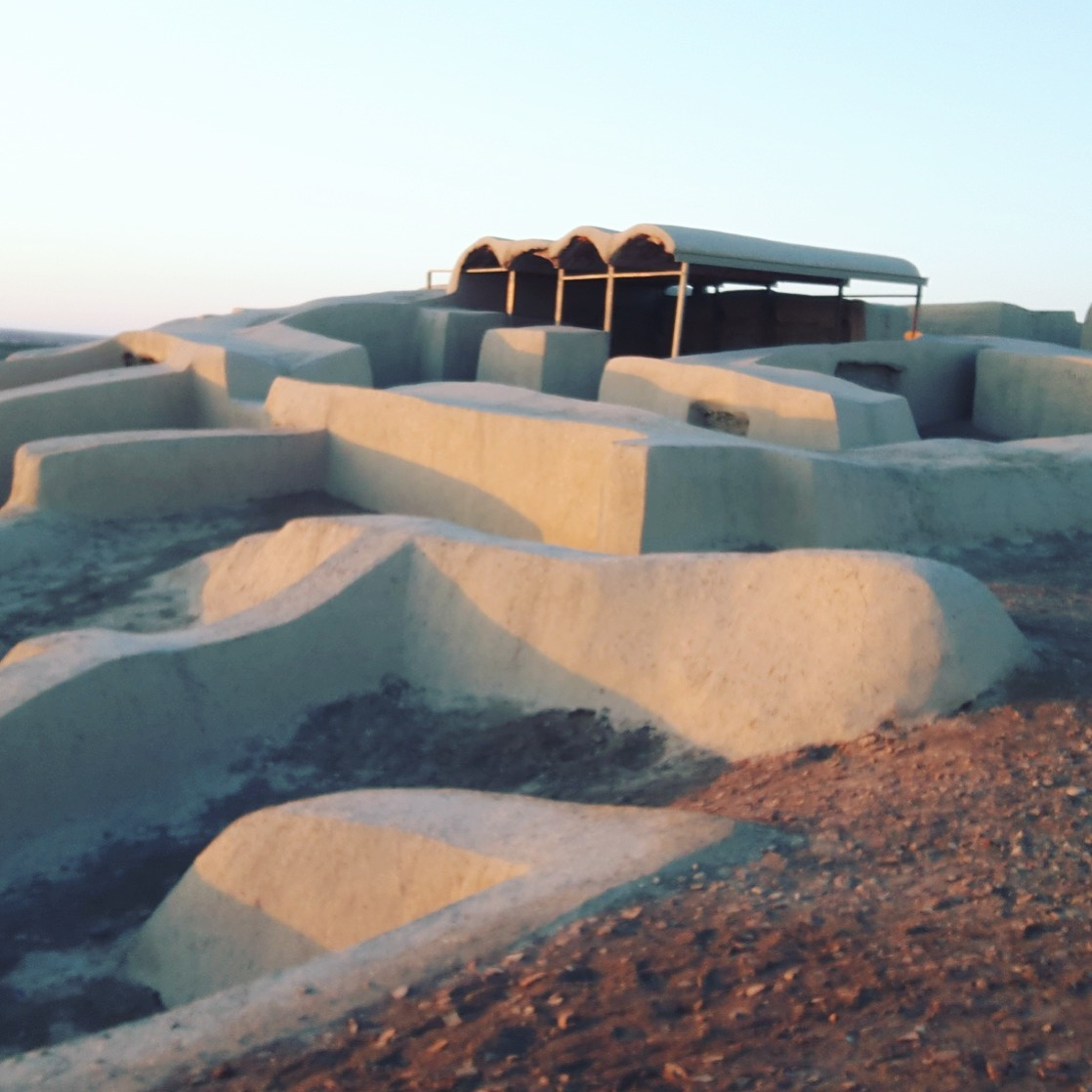